# Kikky Badass
Christabell Stembeni Mahlungwa, connue professionnellement sous le nom de Kikky Baddass, née le 15 avril 1995 à Harare, est une rappeuse et auteure-compositrice-interprète zimbabwéenne.

## Biographie
Originaire du Zimbabwe, Christabell Stembeni Mahlungwa intègre tout d'abord l'école primaire Avondale. Elle a ensuite terminé ses études secondaires à la Trust Academy de Harare. Elle étudie actuellement la psychologie à l'Université d'État des Midlands.

## Carrière musicale
En octobre 2017, Kikky Baddass sort son premier album intitulé Queen of The South, avec les rappeurs Ycee du Nigeria, Marcus Mafia et Jnr Brown. La production de l'album est assurée par WizzyProbeatz. L’artiste gagne notamment en notoriété après la sortie de la vidéo controversée du titre Body Conversations. En 2018, elle publie un EP de cinq titres intitulé Mambokadzi, comprenant un duo avec l'artiste de zimdancehall, Freeman, sur le titre intitulé Rewind.
En 2020, Kikky Baddass sort un second album, Bloodline, chez Limited Selection ZW.

## Controverse
En 2017, Kikky Baddass s'engage dans une guerre lyrique avec la rappeuse Tiara Baluti, ce qui donne lieu à des chansons dissidentes telles que Strive Masiiwa et Mash It Up. Le conflit commence après que Tiara, interviewée dans l'émission Keep It Real Fridays de Capital 26Free, affirme ne jamais vouloir travailler avec Kikky Baddass.

## Discographie

### EPs
- 2018 : Mambokadzi, Limited Selection

### Albums studio
- 2017 : Queen of The South, 36ixty Media
- 2020 : Bloodline, Dizzy Dee Music

## Distinctions
- 2017 : Meilleure artiste féminine au Zimhiphop Awards
- 2017 : Prix du public au Zimhiphop Awards
- 2019 : Meilleure artiste féminine au Changamire Hip Hop Awards
- 2019 : Artiste la mieux habillée au Changamire Hip Hop Awards